# 젤레즈노고르스크 (크라스노야르스크 변경주)

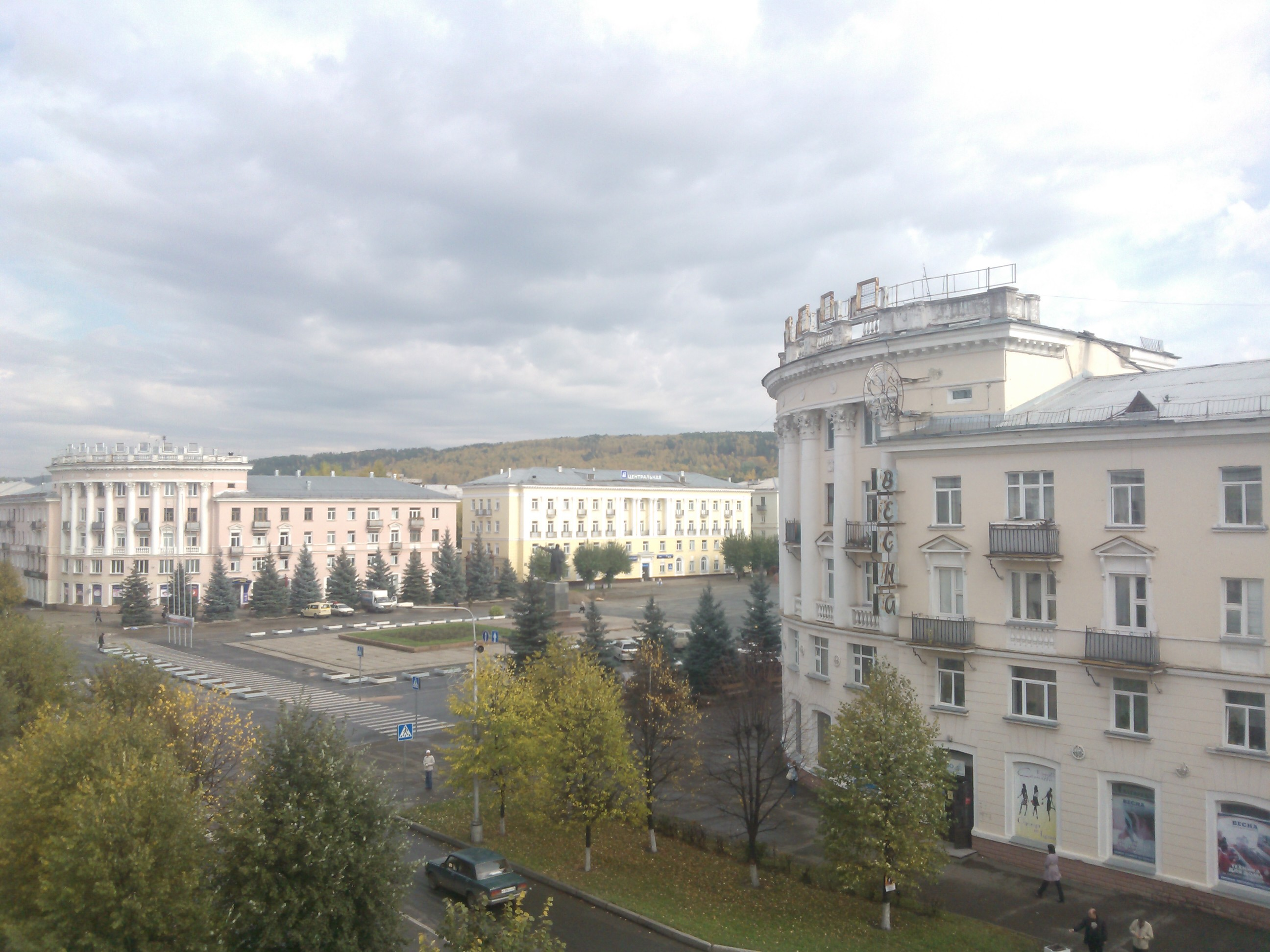

젤레즈노고르스크(러시아어: Железного́рск)는 러시아 크라스노야르스크 변경주에 위치한 도시로, 인구는 93,875명(2002년 기준)이다. 1950년 소비에트 연방이 플루토늄 무기를 생산하기 위한 차원에서 신설되었고 이 때문에 크라스노야르스크-26(Красноярск-26)이라는 폐쇄된 도시로 남게 된다. 1992년 보리스 옐친 러시아 대통령에 의해 폐쇄된 도시 목록에서 삭제되었다.

## 역사
1940년대에 건설되었다. 크라스노야르스크에서 50 km 동쪽에 위치한 폐쇄된 도시로, 1990년대 폐쇄도시에서 해제될 때까지 인근 크라스노야르스크 주민들도 존재사실을 몰랐다.
1992년 9월 22일, 플루토늄 생산 중단 행사를 가졌다. 원자로 3기를 가동하고 핵재처리하여 핵무기용 플루토늄-239를 생산했는데, 원자로 2기를 가동중단하고, 2기의 핵연료봉을 폐쇄했다.
인구 3만명 규모의 소도시로, 지상에는 4층짜리 아파트로 잘 계획되어 있다. 그러나 지하 300 m에는 원자로와 핵폐기물 저장시설 등이 있고, 수만명이 지하에 거주할 수 있게 되어 있다. 다른 출처에서는 지하 180 m 라고 한다. 지하도시는 모스크바 붉은 광장 정도의 면적이라고 한다. 붉은 광장은 세계문화유산으로 지정되어 있는데, 길이 330 m, 폭 70 m의 면적이다. 한국으로 치면 7000평이다.
2010년 4월, 마지막 원자로가 가동중단했다.

## 원자로
- AD, 열출력 1450 MWt, 개량 후 2000 MWt, 가동시작 1958년 8월 25일, 가동중단 1992년 6월 30일
- ADE-1, 열출력 1450 MWt, 개량 후 2000 MWt, 가동시작 1961년 7월 20일, 가동중단 1992년 8월 29일
- ADE-2, 열출력 1450 MWt, 개량 후 1800 MWt, 가동시작 1964년 1월, 가동중단 2010년 4월 15일

크라스노야르스크-26 원자로는 1995-2010년에 생산 된 4.5 톤의 플루토늄을 포함하여 약 45.7 톤의 무기급 플루토늄을 생산했다. ADE-2 원자로는 주로 지역의 열을 생산, 공급하기 위해 사용되었으며, 전력생산은 제한했다.
1992년 6월 5일, 러시아 원자력부는 크라스노야르스크에서 지난 1958년이후 지금까지 군사용 플루토늄을 생산해온 최장수 핵원자로 한 기를 7월부터 가동을 중단키로 결정했다고 밝혔다. 원자력부는 크라스노야르스크 지하 250 m에 위치하고 있는 이 원자로는 과거 체르노빌에서 사고가 발생한 원자로와 동형으로 완전히 가동을 중단시키는데는 약 6개월이 소요될 것이며 앞으로 다결정 실리콘 생산용으로 전환될 것이라고 밝혔다.
1986년 4월 26일 오전 1시 24분에, 체르노빌 원자력 발전소 원자로 4호기가 사고를 일으켜 폭발했다. RBMK-1000 원자로이다.
RBMK는 흑연감속 비등경수 압력관형 원자로라고 부르며, 구소련에서 플루토늄(Pu) 생산을 목적으로 개발한 독특한 원자로로서, 개량형 기체냉각원자로(Advanced Gas-cooled Reactor: AGR)와 같이 흑연을 감속재로 사용하고, 비등경수로(Boiling Water Reactor: BWR)와 같이 냉각재로 사용하는 경수의 비등을 허용하며, CANDU에서와 같이 압력관을 사용한다. 1954년 러시아 Obninsk에 건설된 5 MWe 실증로에서 처음으로 전력을 생산하기 시작하였으며, 1986년 4월 26일에 사고가 발생했던 체르노빌 원자로도 같은 RBMK였다. 현재, 15기의 RBMK에서 전력을 생산하고 있는데 러시아에 11기가 있고 우크라이나와 리투아니아에 각각 2기가 운전되고 있다. RBMK에서 생산되는 전력은 전세계적으로 운전되고 있는 원자력발전소의 전체 출력 중 약 4%를 차지한다.

## 같이 보기
- 816 프로젝트 - 중국의 세계 최대의 지하 핵무기 제조 공장
- 영변 핵시설 - 북한판 크라스노야르스크-26
- 톰스크-7